# Благовещение Богородично (Прилеп)
„Свето Благовещение Богородично“ (на македонска литературна норма: Свето Благовештение Богородично) е българска възрожденска православна църква в град Прилеп, Северна Македония. Църквата е под управлението на Преспанско-Пелагонийската епархия на Македонската православна църква – Охридска архиепископия.

## История
В 1835 година е издаден документ от турската власт, разрешаващ „да се построи църква за българския православен народ“ (на тур. „клике булгар ортодокс милети учун“.
Църквата е завършена и осветена от Герасим Пелагонийски през 1838 година. Църквата е дело на майсторите Коста Лауца и Христо Тасламичев. Според други сведения е строена от Дамян Янкулов, подпомаган от Китан Петров. Инициативата за изграждането ѝ е на водача на Прилепската българска община Христо Логотет, който успява да издейства в Цариград ферман за нея. В църквата до 1912 година винаги се е служило на български език.
В двора на църквата е гробът на българския революционер Пере Тошев.
В западната част на църквата е камбанарията, която е с барокови елементи. Първоначално там е имало клепало. Първата камбана е дарена от Фота, патриотична и милосърдна българка.

## Архитектура
Църквата представлява трикорабна триапсидна базилика без купол. Има дължина от 32 m, широка е 26 m и е висока 9 m. Общата площ на храма е около 475 m2. Колонадите на нартекса поддържат галерията на втория етаж и завършват с параклис на изток. Средният кораб е засводен, а страничните са с плоски тавани. Голямата олтарна апсида е в източния край, а другите две по-малки се намират странично.
Коста Църнушанов от Прилеп описва църквата така:
| „ | Отвън тя е сравнително ниска, за да не дразни турците с външния си величествен вид. Затова пък основите ѝ са спуснати няколко метра по-дълбоко. По този начин, снишавайки се отвън, тя се извишава вътре огромна, висока, с допълнително изградени галерии за женското отделение. Срещу западния ѝ вход се издигаше висока камбанария с кубе, под което висяха две големи камбани. Но това беше в мое време, а по-рано на това място е стояло клепалото. До камбаните се достигаше по една вита каменна стълба, по която се промъквахме, за да ударим поне един път камбаната, докато не ни е погнал клисарят. В подножията на камбанарията бликаше чешма с три чучура и утоляваше жаждата на цялото училище и на богомолците. | “ |

- Самолетна снимка от 1916 г., виждат се църквата и Прилепското българско класно училище
- Панихида в двора на църквата, 1916 г., първи отзад ген. Климент Бояджиев, пред него Тома Николов
- Документ на църквата от 20 ноември 1920 г.
- Стара снимка
- Жени пред църквата след служба. Снимка от българското управление през Първата световна война
- Камбанарията. Германска пощенска картичка от Първата световна война

## Икони
Във вътрешността на църквата се намират 186 икони, които са обявени за паметници на културата. От надписите и стила може да се допусне, че иконите са изработени от три групи иконописци – майстори от Прилеп, Крушево и дебърския край. Някои от иконите са на зографа Николай Михайлов от Крушево, както и икони на А. Цугаро. Иконата на Света Богородица на южния аналой е подписана от Анастас Зограф от Мецово и датирана в 1839 г. На същия зограф могат да е припишат и иконите на Свети Спиридон, надписана „1839 сіѧ икону приложи еснафъ самарџиски завѣчни споменъ“, шест икони от 1838 г. – на Свети Никола, Свети Димитър, Свети Георги, Света Богородица, Исус Христос и Свети Йоан Кръстител и икона на Св. св. Петър и Павел с надпис „Сіѧ икони приложи естанъ дукмеџискй и калаџинскіи и кантаржискй и коачки 1840“. Част от останалите икони са на Успение Богородично и Възнесение Богородично – и двете от 1847 г., Свети Трифон с надпис „Сіѧ ікона приложи еснафъ Бачеванџиски завѣчни споменъ: 1856“, Свето Благовещение с надпис „Сиѧ икона пріложи Наумче Ристе Петковъ Паралоски ѿ Конѧри за вечни споменъ: 1856“, Възкресение Лазарово „Сіѧ ікона приложи еснафъ алачкіи, за вѣчныйспомен: 1859“.
- Икона на „Св. св. Кирил и Методий – български просветители“
- Фрагмент от иконата „Проповед към българския народ“
- Стенопис на „Свети Цар Борис“
- Икона на „Свети Цар Борис“ в окаяно състояние

## Иконостас
За големия иконостас в храма традиционно се твърди, че е дело на Димитър Станишев и Петър Филипов Гарката. Според Асен Василиев иконостасът, платен от Мирче Бомболов, е дело на майсторите от осойския род Филипови Васил Аврамов и Филип Аврамов. Според него обаче резбарското изпълнение и художественото съвършенство на прилепския иконостас поставя авторите му наред с Гарката като най-видни представители на Дебърската резбарска школа. Прилепчанинът Коста Църнушанов пише, че иконостасът е дело на „майстор Димитрия от Лазарополе“, прототип на Рафе Клинче от романа на Димитър Талев „Железният светилник“.
Иконостасът е широк 17 m и висок около 5 m. При него отсъства традиционния фронтон, запълващ пространството под свода на средния кораб и така изглежда недовършен. Също така и средната му част не е както обикновено вдадена навътре към олтара, а е плоска. Архитравът е издаден напред и по него са наредени празничните икони. 16 колони разделят долната част, на която са и трите врати. Иконите са 14 – 2 на страничните врати и 12 между тях.
Целият иконостас е украсен с резба. Големите табла в долната част са с растителни мотиви, като в средата им има елипсовидни медальони с изрисувани в тях библейски сцени. На малките табла под царските икони са изрязани сцени от Библията, които представляват сложни композиции с човешки фигури в тях. В средата им нетрадиционно е оставено едно медальонче с рисунка в него. Над иконите има фриз, а след това ажурна резба вазършваща с полукръгъл свод, опиращ в капителите на колоните. Над него е вторият фриз. Колоните са изработени с особено умение. Всички са на високи призмовидни бази, върху които има вази от акантови листа. Капителите им са също от акантови листа и на всеки има орел, чиито разперени над иконите крила поддържат горния резбован фриз.
Втората част на иконостаса започва с издаден напред корниз по цялата дължина на иконостаса, умело украсен с лозница. Над него са апостолските и празничните икони, които са разделени от малки колонки с фигурки на орли и гълъби над тях. Иконостасът завършва със сложен ажурен фриз върху корниз.
Украсителните елементи са листа, цветя и плодове на различни растение – лоза, лавра, роза, гергина, дъб, нарцис, крем, акант, калини, фурми, палми. Сред тях има и стилизирани животински фигури – птици, лъвове, дракони, змии. Присъстват и кошници и вази с цветя и продове. Хора няма, единствено върху царските двери има изрязани глави на малки ангелчета.
Според Асен Василиев майсторите на иконостаса
| „ | са постигнали съвършено разработване на формата, изящен вкус и фантазия да стилизират и композират отделните елементи. Зрителят остава смаян от сложната композиция, от богатството на тази пищна градина от цветя, листа и плодов, забравя, че тя е работена от дърво... Да види този изключителен мир и да го въплати тъй съвършено чрез длетото е могъл само един художник с неограничен дар, а не „прост“ майстор. Това изумително впечатление се дължи преди всичко на гениалното изпълнение, на едно съчетание от вдъхновено виждане и сръчна до най-висше съвършенство ръка... Тук-там се чувстват, макар и пресъздадени барокови форми и линии, които напомнят класицизма. | “ |

Иконостасът е обявен за паметник на културата.